# 華覈
華 覈（か かく、219年 - 278年）は、中国三国時代の呉の政治家。字は永先（『建康実録』では永光）。揚州呉郡武進県の人。

## 生涯
政治手腕に優れていたため、上虞県尉を務めていたとき、その治世に大きな功績を挙げている。この功績をきっかけにして、典農都尉・秘府郎・中書丞と昇進を続け、呉末期の重臣の一人となった。
永安6年（263年）、魏が蜀漢を滅ぼしたとき（蜀漢の滅亡）、孫休に対して魏に警戒するよう進言した。
元興元年（264年）、孫休死後に孫晧が即位すると、徐陵亭侯に封じられた。国政の方針や人材登用などで孫晧から重用され、多くの臣下達が粛清される中で、孫晧の不興を買うこともなく、長く仕え続けた。
華覈は人物眼に優れていたため、孫晧に多くの有能な士を推挙する一方で、孫晧に百通を超える上奏文を奉っている。また文学的才能にも優れており、孫晧の要望もあったため東観の令を任された。『呉書』（『三国志』の呉書とは別）の編纂を命じられた韋昭とは親友で、自身も右国史に任命され『呉書』の編纂に協力した。後に、韋昭が孫晧の怒りを買って処刑されることになったとき、その処刑に最後まで反対したが、救うことはできなかった。
天冊元年（275年）、孫晧から晋を討伐すべきかどうかを問われたため、これに対し「晋は強大国ゆえ、今は自重あるべし」と慎重論を述べた。しかしこのことで、晋を攻撃しようと躍起になっていた孫晧の怒りを買ってしまい、華覈自身も政治の場から遠ざけられることになった。天紀2年（278年）、失意の内に死去したという。